# 国立新竹高級中学
国立新竹高級中学（こくりつしんちくこうきゅうちゅうがく）は、台湾新竹市東区に所在する国立の高級中学。略称は「新竹高校」、「竹中」（ちくちゅう）。

## 概要

### 沿革
- 1922年（大正11年）
  - 4月 - 新竹州立新竹中学校が創立。
- 1926年（大正15年）
  - 現在地に校舎が完成。原位置に新竹州立新竹高等女學校が移入。
  - 6月20日 - 武道場が完成。
- 1945年（民国34年）
  - 12月12日 -  台湾省立新竹中学と改称。
- 1968年（民国57年）
  - 9月1日 -  台湾省立新竹高級中学と改称。
- 2000年（民国89年）
  - 2月1日 -  国立新竹高級中学と改称。

### 姉妹校
- 広島県立三次高等学校
- 成城中学校・高等学校

## 著名な出身者

### 学術
- 李遠哲 - 化学者、ノーベル化学賞受賞者

### 政治
- 黄文雄 (政治家) - 政治家、人権活動家
- 柯文哲 - 医師、台北市市長
- 許信良 - 元立法委員、桃園県長

### 文化
- 張系国 - 計算機科学者、小説家
- 王童 - 映画監督
- 鄭愁予 - 詩人

### その他
- 羅祥安 - ジャイアント・マニュファクチャリング元CEO
- 小倉謙 - 内務・警察官僚。第64代警視総監